# Капрарика-ди-Лечче
Капрарика-ди-Лечче (итал. Caprarica di Lecce) — коммуна в Италии, располагается в регионе Апулия, в провинции Лечче.
Население составляет 2802 человека (2008 г.), плотность населения составляет 280 чел./км². Занимает площадь 10 км². Почтовый индекс — 73010. Телефонный код — 0832.
Покровителями коммуны почитаются святитель Николай Мирликийский и святой Оронций, празднование в последние субботу и воскресение июля.

## Демография
Динамика населения:

## Администрация коммуны
- Официальный сайт: http://www.comune.caprarica.le.it/